# Rochester (Nuevo Hampshire)
Rochester es una ciudad ubicada en el condado de Strafford en el estado estadounidense de Nuevo Hampshire. En el Censo de 2010 tenía una población de 29.752 habitantes y una densidad poblacional de 251,02 personas por km².

## Geografía
Rochester se encuentra ubicada en las coordenadas 43°17′55″N 70°58′37″O / 43.29861, -70.97694. Según la Oficina del Censo de los Estados Unidos, Rochester tiene una superficie total de 118.53 km², de la cual 117.59 km² corresponden a tierra firme y (0.79%) 0.93 km² es agua.

## Demografía
Según el censo de 2010, había 29.752 personas residiendo en Rochester. La densidad de población era de 251,02 hab./km². De los 29.752 habitantes, Rochester estaba compuesto por el 95.42% blancos, el 0.84% eran afroamericanos, el 0.31% eran amerindios, el 1.21% eran asiáticos, el 0.05% eran isleños del Pacífico, el 0.44% eran de otras razas y el 1.73% pertenecían a dos o más razas. Del total de la población el 1.84% eran hispanos o latinos de cualquier raza.